# Rodium(III)bromide
Rodium(III)bromide is een anorganische chemische verbinding en zout van rodium en broom.  
Rodium(III)bromide kan gemaakt worden door metallisch rodium te laten reageren met elementair broom bij 450 °C of door de reactie van broom en broomwaterstof.
{\displaystyle {\ce {2 Rh + 3 Br2 -> 2 RhBr3}}}